# Salmagne
Salmagne ist eine französische Gemeinde mit 284 Einwohnern (Stand: 1. Januar 2022) im Département Meuse in der Region Grand Est (vor 2016: Lothringen). Sie gehört zum Arrondissement Bar-le-Duc, zum Kanton Vaucouleurs und zum Gemeindeverband Bar-le-Duc Sud Meuse.

## Lage
Umgeben wird Salmagne von den Nachbargemeinden Dagonville im Nordosten, Cousances-lès-Triconville und Erneville-aux-Bois im Osten, Nançois-sur-Ornain im Süden, Tronville-en-Barrois im Südwesten, Loisey im Westen sowie Lavallée im Nordwesten.

## Bevölkerungsentwicklung
| Jahr                       | 1962 | 1968 | 1975 | 1982 | 1990 | 1999 | 2005 | 2010 | 2019 |
| Einwohner                  | 310  | 273  | 220  | 258  | 341  | 311  | 308  | 310  | 294  |
| Quellen: Cassini und INSEE |      |      |      |      |      |      |      |      |      |

## Sehenswürdigkeiten
- Kirche Saint-Martin, neoklassizistischer Bau aus dem 18. Jahrhundert

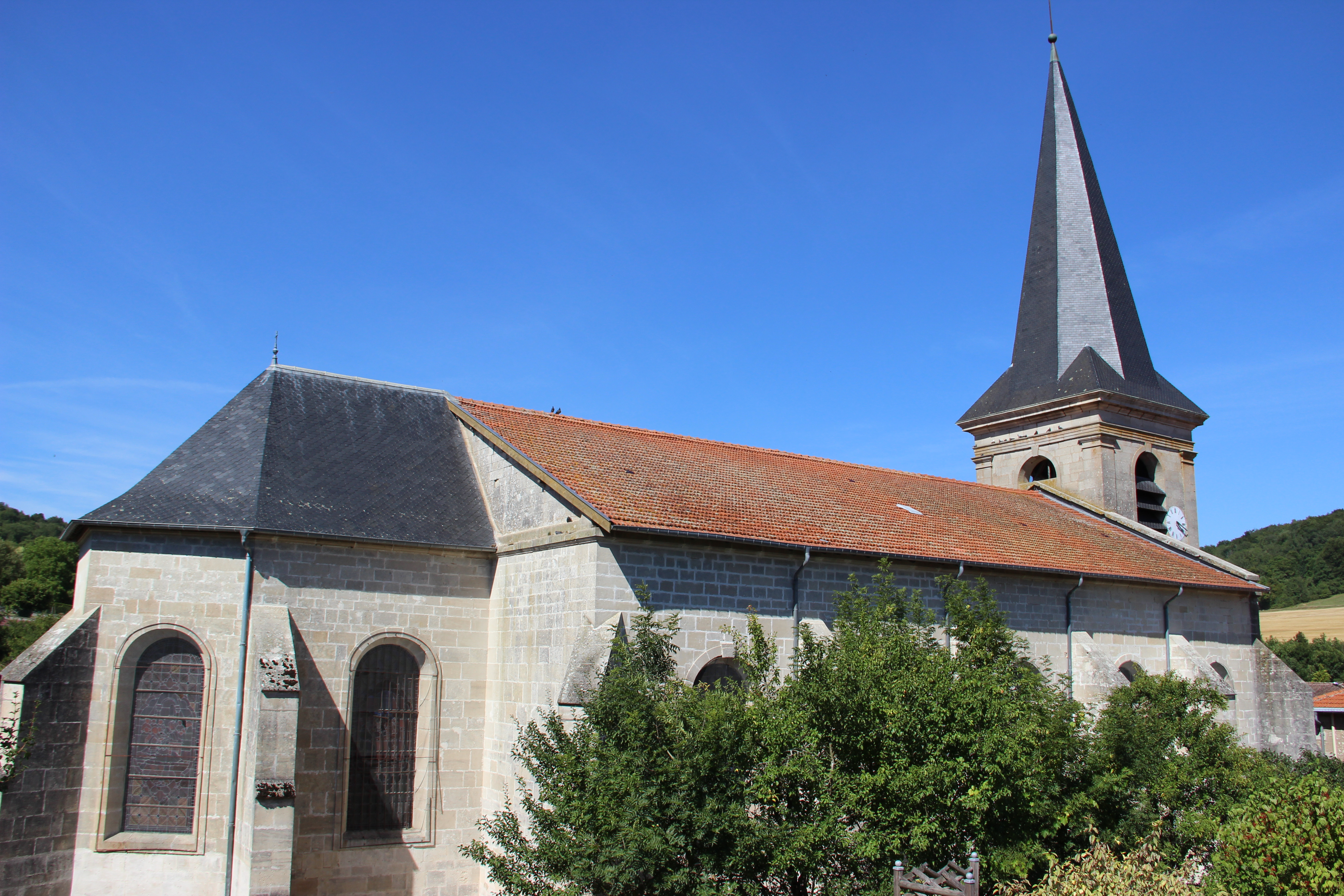
Kirche Saint-Martin
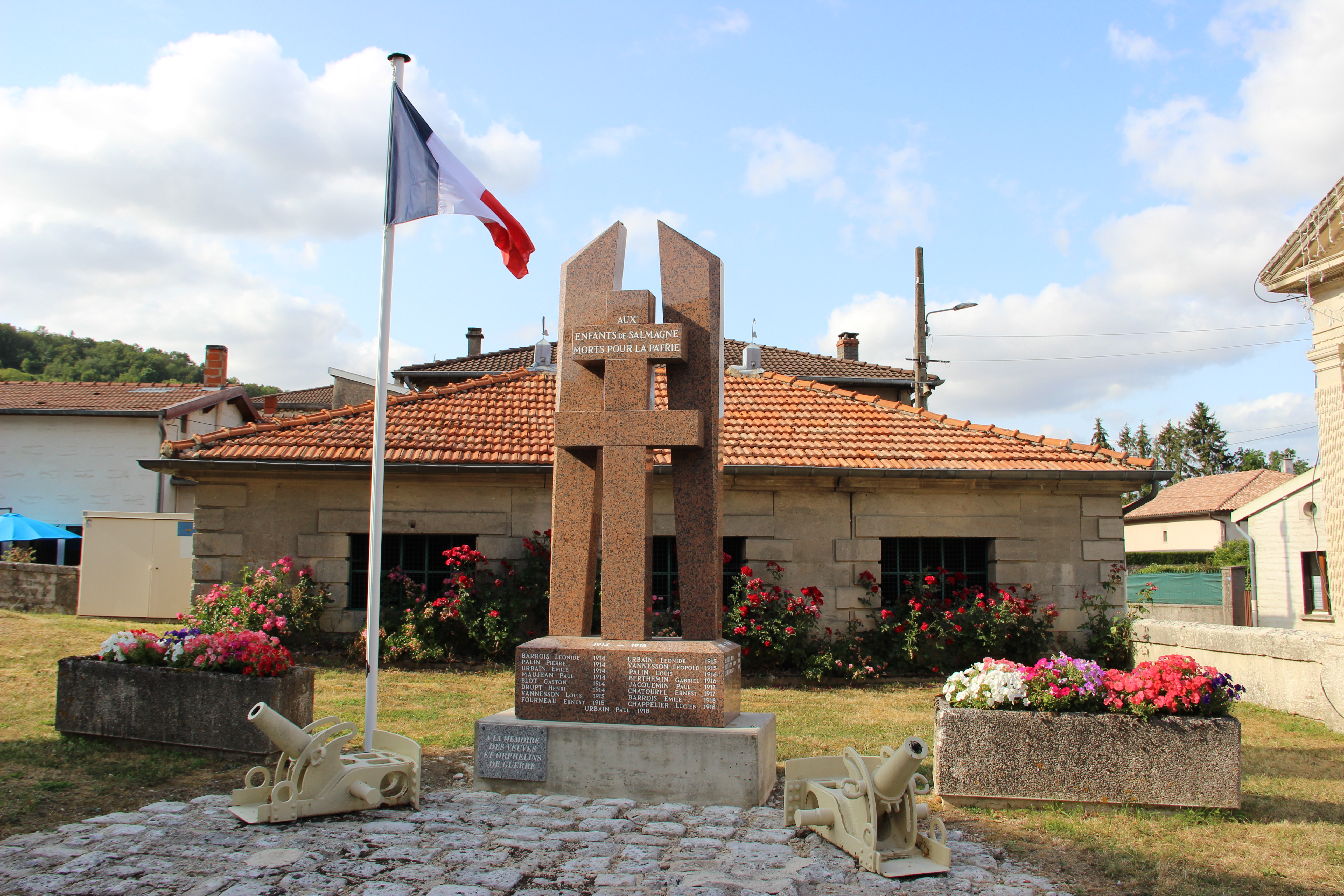
Gefallenendenkmal vor dem ehemaligen Waschhaus